# Passiflora multiflora
Passiflora multiflora L. – gatunek rośliny z rodziny męczennicowatych (Passifloraceae Juss. ex Kunth in Humb.). Występuje naturalnie w Stanach Zjednoczonych (w stanie Floryda), na Karaibach oraz w Kostaryce. Według niektórych źródeł rośnie także w Meksyku.

## Morfologia
PokrójZdrewniałe, trwałe, owłosione liany.
LiściePodłużne lub lancetowate, rozwarte u podstawy, owłosione. Mają 5–12 cm długości oraz 2–4 cm szerokości. Całobrzegie, z tępym wierzchołkiem. Ogonek liściowy jest owłosiony i ma długość 15–25 mm. Przylistki są owalne o długości 10–25 mm.
KwiatyDziałki kielicha są eliptyczne, zielone, mają 3,5 cm długości. Płatki są liniowe, białe, mają 3,5 cm długości. Przykoronek ułożony jest w jednym rzędzie, żółtawy, ma 2–3 mm długości.
OwoceSą kulistego kształtu. Mają 6–8 cm średnicy.